# Hermínia da Cruz Fortes
Hermínia da Cruz Fortes, mieux connue sous le nom de Hermínia d'Antónia de Sal (17 septembre 1941 - 7 février 2010) est une chanteuse capverdienne.

## Biographie
Hermínia da Cruz Fortes est la cousine de Cesária Évora, la fille d'António da Rocha Évora et d'Antónia da Cruz Fortes. Elle naît sur l'île de São Vicente, elle perd sa mère à l'âge de douze ans et vit ensuite avec sa tante dans l'île de Sal. Elle revient sur son île natale à l'âge de 33 ans et a l'occasion de devenir chanteuse. Elle enregistre des chansons de morna dans les studios Rádio Clube do Mindelo.
La chanteuse a également travaillé avec sa cousine Cesária, dont elle faisait les premières parties de spectacle, à l'hôtel Porto Grande, à l'époque le plus grand de la ville de Mindelo. Bien qu'elle ait commencé à chanter lorsqu'elle était enfant, Hermínia d'Antónia a enregistré un album quand elle avait 53 ans, elle a notamment enregistré avec le musicien Vasco Martins (en).
Après avoir enregistré son album, elle commence à jouer dans certains États en Belgique, Côte d'Ivoire, Espagne, France, aux Pays-Bas, en Italie, au Portugal et au Sénégal.
Elle est considérée comme l'une des plus grandes interprètes de la musique de l'archipel. Hermínia da Cruz Fortes meurt à la suite d'une longue maladie à l'âge de 68 ans. Elle laisse son album Coraçon ( Heart ), arrangé par Voginha.